# Morena Baccarin
Morena Silva de Vaz Setta Baccarin (Rio de Janeiro, 1979. június 2. –) amerikai-brazil színésznő, szinkronszínésznő.
Egyik legismertebb szerepe Jessica Brody a Homeland – A belső ellenség című sorozatban, mellyel 2013-ban női mellékszereplőként Primetime Emmy-díjra jelölték.

## Élete és pályafutása
Morena Silva de Vaz Setta Baccarin néven született, amiben az első vagy um. anyai családneve Setta és a második, vagy apai családneve pedig Baccarin. Édesanyja Vera Setta színésznő, édesapja az újságíró Fernando Baccarin, aki venetói olasz származású. Hétéves korában családjával Greenwich Villagebe (USA) költözött.
2006-ban vendégszereplőként szerepelt az Így jártam anyátokkal című televíziós sorozatban.

## Magánélete
Első férje Austin Chick amerikai rendező (2011–2016), akitől 2013-ban egy fia született. Második férje Ben McKenzie (2017–), lányuk 2016-ban jött világra.

## Filmográfia

### Film
| Év   | Magyar cím                        | Eredeti cím                  | Szerep                 | Magyar hang         |
| ---- | --------------------------------- | ---------------------------- | ---------------------- | ------------------- |
| 2001 | Parfüm                            | Perfume                      | Monica                 |                     |
| 2001 |                                   | Way Off Broadway             | Rebecca                |                     |
| 2002 | Roger, a csábítás szakértője      | Roger Dodger                 | lány a bárban          |                     |
| 2005 | Serenity                          | Serenity                     | Inara Serra            | Kiss Virág Magdolna |
| 2008 | Szerelemben, halálban             | Death in Love                | gyönyörű nő            |                     |
| 2008 | Csillagkapu: Az igazság ládája    | Stargate: The Ark of Truth   | Adria                  | Bánfalvi Eszter     |
| 2009 | Lopott életek                     | Stolen                       | Rose Montgomery        |                     |
| 2011 |                                   | Look Again                   | Allison                |                     |
| 2014 |                                   | Back in the Day              | Lori                   |                     |
| 2014 | Batman fia                        | Son of Batman                | Talia al Ghul (hangja) | Kisfalvi Krisztina  |
| 2015 | A kém                             | Spy                          | Karen Walker           | Németh Borbála      |
| 2016 | Batman: Az elfajzott              | Batman: Bad Blood            | Talia al Ghul (hangja) | Bánfalvi Eszter     |
| 2016 | Deadpool                          | Deadpool                     | Vanessa Carlysle       | Ónodi Eszter        |
| 2018 | Deadpool 2.                       | Deadpool 2                   | Vanessa Carlysle       | Ónodi Eszter        |
| 2018 | Pamacs, a Mikulás kis rénszarvasa | Elliot the Littlest Reindeer | Corkie (hangja)        |                     |
| 2019 |                                   | Framing John DeLorean        | Cristina Ferrare       |                     |
| 2019 | Örömóda                           | Ode to Joy                   | Francesca              | Mezei Kitty         |
| 2020 | Greenland – Az utolsó menedék     | Greenland                    | Allison Garrity        | Kiss Virág Magdolna |
| 2020 | Játssz, amíg élsz                 | To Your Last Death           | játékmester (hangja)   |                     |
| 2021 | Egy jóravaló ház                  | The Good House               | Rebecca McAllister     | Németh Borbála      |
| 2022 | Waldo                             | Last Looks                   | Lorena Nascimento      |                     |
| 2023 | Villám Charlie                    | Fast Charlie                 | Marcie Kramer          | Németh Borbála      |
| 2024 | Deadpool & Rozsomák               | Deadpool & Wolverine         | Vanessa Carlysle       | Ónodi Eszter        |
| 2024 |                                   | Millers in Marriage          | Tina                   |                     |
| 2024 | Halálszint felett                 | Elevation                    | Nina                   | Ónodi Eszter        |

### Televízió
| Év        | Magyar cím                        | Eredeti cím                       | Szerep                              | Megjegyzések                                           |
| --------- | --------------------------------- | --------------------------------- | ----------------------------------- | ------------------------------------------------------ |
| 2002–2003 | Firefly – A szentjánosbogár       | Firefly                           | Inara Serra                         | főszereplő                                             |
| 2003–2004 |                                   | Still Life                        | Maggie Jones                        | főszereplő (1. évad)                                   |
| 2005      | Felhőtlen Philadelphia            | It's Always Sunny in Philadelphia | Carmen                              | 1 epizód                                               |
| 2005–2006 | Az igazság ligája: Határok nélkül | Justice League Unlimited          | Dinah Lance / Black Canary (hangja) | visszatérő szerep                                      |
| 2006      | A narancsvidék                    | The O.C.                          | Maya Griffin                        | vendégszereplő (3. évad)                               |
| 2006      | Így jártam anyátokkal             | How I Met Your Mother             | Chloe                               | 1 epizód                                               |
| 2006      | Igazság                           | Justice                           | Lisa Cruz                           | 1 epizód                                               |
| 2006      |                                   | Kitchen Confidential              | Gia                                 | 1 epizód                                               |
| 2006–2007 | Csillagkapu                       | Stargate SG-1                     | Adria                               | vendégszereplő (10. évad)                              |
| 2007      | Las Vegas                         | Las Vegas                         | Sara Samari                         | 1 epizód                                               |
| 2007      | Heartland                         | Heartland                         | Jessica Kivala nővér                | vendégszereplő (1. évad)                               |
| 2007      | A sivatag átka                    | Sands of Oblivion                 | Alice Carter                        | tévéfilm                                               |
| 2008      | Dirt: A hetilap                   | Dirt                              | Claire Leland                       | 1 epizód                                               |
| 2008      | Gyilkos számok                    | Numbers                           | Lynn Potter                         | 1 epizód                                               |
| 2009      | A médium                          | Medium                            | Brooke Hoyt                         | 1 epizód                                               |
| 2009–2011 | V, mint veszélyes                 | V                                 | Anna                                | főszereplő (1–2. évad)                                 |
| 2010      | Mély vízben                       | The Deep End                      | Beth Bancroft                       | eladatlan próbaepizód                                  |
| 2011      | Batman: A bátor és a vakmerő      | Batman: The Brave and the Bold    | Cheetah (hangja)                    | 1 epizód                                               |
| 2011      |                                   | Look Again                        | Allison                             | tévéfilm                                               |
| 2011–2013 | Homeland – A belső ellenség       | Homeland                          | Jessica Brody                       | főszereplő (1–3. évad)                                 |
| 2011–2014 | A mentalista                      | The Mentalist                     | Erica Flynn                         | vendégszereplő (3–4, 7. évad)                          |
| 2012–2013 | A férjem védelmében               | The Good Wife                     | Isobel Swift                        | 2 epizód                                               |
| 2014      |                                   | Warriors                          | Tory                                | eladatlan próbaepizód                                  |
| 2014      | A vörös sátor                     | The Red Tent                      | Rachel                              | minisorozat                                            |
| 2014–2023 | Flash – A Villám                  | The Flash                         | Gideon (hangja)                     | visszatérő szerep                                      |
| 2015–2019 | Gotham                            | Gotham                            | Leslie Thompkins                    | - visszatérő szerep (1. évad) - főszereplő (2–5. évad) |
| 2019      | A balszerencse áradása            | A Series of Unfortunate Events    | Beatrice Baudelaire                 | 2 epizód                                               |
| 2019      |                                   | Sessão de Terapia                 | Dr. Sofia Callas                    | - vendégszereplő - 4. évad (9 epizód)                  |
| 2020      |                                   | The Twilight Zone                 | Michelle Weaver / Phineas Lowell    | 1 epizód                                               |
| 2021      |                                   | Home Invasion                     | Casie                               | főszereplő                                             |
| 2022      |                                   | Beat Bobby Flay                   | önmaga                              | vendégszereplő (1 epizód)                              |
| 2022      |                                   | The Endgame                       | Elena Federova                      | főszereplő                                             |
| 2024      | Lángoló vidék                     | Fire Country                      | Mickey Fox                          | vendégszereplő (2. évad)                               |